# Barbus seymouri
Barbus seymouri är en fiskart som beskrevs av Tweddle och Skelton 2008. Barbus seymouri ingår i släktet Barbus och familjen karpfiskar. Inga underarter finns listade.